# Leschenaultia montagna
Leschenaultia montagna là một loài ruồi trong họ Tachinidae.